# Knut Yngve Dahlbäck
Knut Yngve Dahlbäck, född 18 februari 1925 i Gävle, död 12 maj 1992 i Göteborg, var en svensk målare och dekoratör. Han omnämns även som Knut-Yngve Dahlbäck och signerade vanligen sina tavlor Yngve Dahlbäck men även K Dahlbäck förekommer.
Knut Yngve Dahlbäck var son till typografen Knut Axel Dahlbäck och Hanna Östén. Han studerade i Paris för André Lhote och vid Académie de la Grande Chaumière 1950, för Endre Nemes vid Valands konstskola i Göteborg 1952–1957 och Akademie der bildende Künste, Wien 1957. Separat ställde han ut i bland annat i Gävle 1950, Stockholm 1957, Göteborg 1959 och Sandviken 1962. Han medverkade i samlingsutställningar med Gävleborgs läns konstförening. Han var verksam i Arildsgruppen och vid Konstnärshuset i Arild.
Hans konst består av porträtt, figursaker som rör sig i gränslandet mellan figurativt och abstrakt. I hans konst finner man ofta en ljus, lyrisk ton, ett finstämt valörmåleri och en känsla för formens uppbyggnad.
Dahlbäck var med och startade Konstnärernas Kollektivverkstad i Klippan i Göteborg 1974 och var föreningens ordförande fram till sin död. Han gjorde offentliga utsmyckningar som monumentalverk i området Traktören i Göteborg, i Backa, Björkekärr, Högsbohöjd, Kållered och Journalisternas Hus i Göteborg och Statens veterinärmedicinska anstalt i Ultuna. Dahlbäck tilldelades stipendium från Valands konstskola 1954, Konstakademien 1957, Kiruna stad 1965 och blev Göteborgs kulturstipendiat 1966. Han är representerad i HM Konungens samlingar (Gustav VI Adolfs konstsamling) vid Moderna Museet och på Nationalmuseum, Göteborgs konstmuseum,,  Borås konstmuseum, Länsmuseet Gävleborg samt Institut Tessin i Paris.